# Anaulacomera recticauda
Anaulacomera recticauda är en insektsart som beskrevs av Henri Saussure och Francois Jules Pictet de la Rive 1897. Anaulacomera recticauda ingår i släktet Anaulacomera och familjen vårtbitare. Inga underarter finns listade i Catalogue of Life.